# Fuss, család, fuss!
A Fuss, család, fuss! egy 2019-es, ír licenszen alapuló ügyességi és extrémsport vetélkedőműsor, amit a TV2 2019. október 7-étől egy hónapon át sugárzott. A műsorvezető Palik László.

## Ismertető
A sport-realityben négyfős családok küzdenek a legsportosabb magyar család címért, és a vele járó 10 millió forintos fődíjért. A versenyzők komoly segítséget kapnak majd, hiszen egy-egy edző segíti a családokat. 
A Fuss család, fuss! edzői: Tápai Szabina, egykori, nemzetközi hírű kézilabdázó; Huszti Kata, az Exatlon Hungary győztese, rögbi edző; Katus Attila, hatszoros világ- és kétszeres Európa sport-aerobic bajnok és Bodó Imi, ötszörös magyar bajnok testépítő.

## Évados áttekintés
| Évad      | Epizódok | Családok | Premier          | Finálé            | Győztes     | Műsorvezető  | Edzők                                                               | Adó |
| --------- | -------- | -------- | ---------------- | ----------------- | ----------- | ------------ | ------------------------------------------------------------------- | --- |
| Első évad | 25       | 8        | 2019. október 7. | 2019. november 7. | Buchingerék | Palik László | Bodó Imre Huszti Katalin Tápai Szabina Katus Attila Gelencsér Tímea |     |

## Családok
| Tag               | Életkor     | Lakhely     | Foglalkozás                                                                                  | Edző            | Végeredmény  |
| Buchingerék       | Buchingerék | Buchingerék | Buchingerék                                                                                  | Buchingerék     | Buchingerék  |
| ----------------- | ----------- | ----------- | -------------------------------------------------------------------------------------------- | --------------- | ------------ |
| Nagy Marián       | 38          | Bős         | Építési vállalkozó, valamint MMA edző.                                                       | Bodó Imre       | Győztesek    |
| Nagy Anita        | 32          | Bős         | Asszisztens Marián cégénél és Fitness-sport centrumuk vezetésével is foglalkozik.            | Bodó Imre       | Győztesek    |
| Buchinger Iván    | 33          | Bős         | MMA (profi sportoló)                                                                         | Bodó Imre       | Győztesek    |
| Fenes Zsuzsanna   | 34          | Bős         | Középiskolai tanár, ápoló                                                                    | Bodó Imre       | Győztesek    |
| Szabóék           |             |             |                                                                                              |                 |              |
| Szabó Gréta       | 21          | Ballószög   | Lovas sportedző                                                                              | Huszti Katalin  | 2. helyezett |
| Szabó Marcell     | 19          | Ballószög   | Egyetemista                                                                                  | Huszti Katalin  | 2. helyezett |
| Gál Krisztina     | 43          | Kecskemét   | Logisztikai ügyintéző és személyi edző                                                       | Huszti Katalin  | 2. helyezett |
| Szabó Gábor       | 45          | Ballószög   | Klímakarbantartó és sminkes                                                                  | Huszti Katalin  | 2. helyezett |
| Lőcziék           |             |             |                                                                                              |                 |              |
| Lőczi Gergő       | 21          | Gyömrő      | Autószerelés és mentés                                                                       | Tápai Szabina   | 3. helyezett |
| Lőczi Dániel      | 21          | Sülysáp     | Karbantartó                                                                                  | Tápai Szabina   | 3. helyezett |
| Lőczi Roland      | 17          | Gyömrő      | Tanuló                                                                                       | Tápai Szabina   | 3. helyezett |
| Lőczi Katalin     | 42          | Gyömrő      | Takarítónő                                                                                   | Tápai Szabina   | 3. helyezett |
| Lipőkék           |             |             |                                                                                              |                 |              |
| Lipőkné Veres Ada | 38          | Debrecen    | Irodavezető                                                                                  | Katus Attila    | 4. helyezett |
| Lipők Csaba       | 47          | Debrecen    | Személyzeti ágazatvezető és területi képviselő a munkaerőkölcsönzés és közvetítés területén. | Katus Attila    | 4. helyezett |
| Lipők Lambert     | 17          | Debrecen    | Tanuló                                                                                       | Katus Attila    | 4. helyezett |
| Lipők Larion      | 14          | Debrecen    | Tanuló                                                                                       | Katus Attila    | 4. helyezett |
| Teketék           |             |             |                                                                                              |                 |              |
| Teket Attila      | 47          |             |                                                                                              | Gelencsér Tímea | 4. Kiesettek |
| Teket Barbara     | 18          |             | Tanuló                                                                                       | Gelencsér Tímea | 4. Kiesettek |
| Gőcze Bence       | 16          |             | Tanuló                                                                                       | Gelencsér Tímea | 4. Kiesettek |
| Szabó Dávid       | 14          |             | Tanuló                                                                                       | Gelencsér Tímea | 4. Kiesettek |
| Szijjék           |             |             |                                                                                              |                 |              |
| Szijj Máté        | 16          | Budapest    | Tanuló                                                                                       | Gelencsér Tímea | 3. Kiesettek |
| Strick Vivien     | 16          | Nagytarcsa  | Tanuló                                                                                       | Gelencsér Tímea | 3. Kiesettek |
| Szijj Dávid       | 27          | Kőmádi      | Autószerelő                                                                                  | Gelencsér Tímea | 3. Kiesettek |
| Szijj Norbert     | 26          | Kőmádi      | Élelmiszer analitikus technikus                                                              | Gelencsér Tímea | 3. Kiesettek |
| Bencsikék         |             |             |                                                                                              |                 |              |
| Bencsik Ramón     | 20          | Budapest    | Sportoló (kézilabdázó)                                                                       | Huszti Katalin  | 2. Kiesettek |
| Széphelyi Kamilla | 45          | Budapest    | Vállalkozó, nőiruhakészítő egy divattervező mellett.                                         | Huszti Katalin  | 2. Kiesettek |
| Ferenc Simon      | 52          | Budapest    | Edző                                                                                         | Huszti Katalin  | 2. Kiesettek |
| Bencsik Lili      | 17          | Budapest    | Tanuló                                                                                       | Huszti Katalin  | 2. Kiesettek |
| Hornyákék         |             |             |                                                                                              |                 |              |
| Hornyák Dóra      | 31          | Cegléd      | Személyi edző                                                                                | Gelencsér Tímea | 1. Kiesettek |
| Hornyák Róbert    | 35          | Törtel      | Testnevelő tanár                                                                             | Gelencsér Tímea | 1. Kiesettek |
| Horváth Szabolcs  | 26          | Budapest    | Szélcsatorna oktató                                                                          | Gelencsér Tímea | 1. Kiesettek |
| Jónás Attila      | 31          | Cegléd      | Egyéni vállalkozó                                                                            | Gelencsér Tímea | 1. Kiesettek |

## Összesített eredmények
| – Továbbjutott csapat |
| – Kiesett csapat      |

| Csapat | Csapat      | 1. hét (október 7-11) | 2. hét (október 14-18) | 3. hét (október 21-25) | 4. hét (október 28-november 1) | 5. hét (november 4-8) |
| ------ | ----------- | --------------------- | ---------------------- | ---------------------- | ------------------------------ | --------------------- |
|        | Buchingerék | Továbbjutottak        | Továbbjutottak         | Továbbjutottak         | Továbbjutottak                 | Győztes               |
|        | Szabóék     | Nem szerepeltek       | Nem szerepeltek        | Továbbjutottak         | Továbbjutottak                 | 2.Helyezett           |
|        | Lőcziék     | Továbbjutottak        | Továbbjutottak         | Továbbjutottak         | Továbbjutottak                 | 3.Helyezett           |
|        | Lipőkék     | Továbbjutottak        | Továbbjutottak         | Továbbjutottak         | Továbbjutottak                 | 4.Helyezett           |
|        | Teketék     | Nem szerepeltek       | Nem szerepeltek        | Nem szerepeltek        | Kiestek                        |                       |
|        | Szíjjék     | N/S                   | Továbbjutottak         | Kiestek                |                                |                       |
|        | Bencsikék   | Továbbjutottak        | Kiestek                |                        |                                |                       |
|        | Hornyákék   | Kiestek               |                        |                        |                                |                       |

## Játék eredmények

### Kulcs játék
| Hét | Epizód | Nyertes csapat (Lakókocsi) | Vesztes csapatok (Katonai sátor) |
| 1   | 1      | Lőcziék                    | Lipőkék                          |
| 1   | 1      | Lőcziék                    | Buchingerék                      |
| 1   | 1      | Lőcziék                    | Bencsikék                        |
| 2   | 6      | Lőcziék                    | Lipőkék                          |
| 2   | 6      | Lőcziék                    | Buchingerék                      |
| 2   | 6      | Lőcziék                    | Bencsikék                        |
| 3   | 11     | Lőcziék                    | Lipőkék                          |
| 3   | 11     | Lőcziék                    | Buchingerék                      |
| 3   | 11     | Lőcziék                    | Szijjék                          |
| 4   | 16     | Buchingerék                | Lipőkék                          |
| 4   | 16     | Buchingerék                | Lőcziék                          |
| 4   | 16     | Buchingerék                | Szabóék                          |
| 5   | 21     | Lőcziék                    | Buchingerék                      |
| 5   | 21     | Lőcziék                    | Lipőkék                          |
| 5   | 21     | Lőcziék                    | Szabóék                          |
| --- | ------ | -------------------------- | -------------------------------- |

### Páholy játék
| Hét | Epizód | Nyertes csapat | Vesztes csapatok |
| 1   | 2      | Buchingerék    | Lőcziék          |
| 1   | 2      | Buchingerék    | Lipőkék          |
| 1   | 2      | Buchingerék    | Bencsikék        |
| 2   | 7      | Buchingerék    | Lőcziék          |
| 2   | 7      | Buchingerék    | Bencsikék        |
| 2   | 7      | Buchingerék    | Lipőkék          |
| 3   | 12     | Buchingerék    | Lipőkék          |
| 3   | 12     | Buchingerék    | Szijjék          |
| 3   | 12     | Buchingerék    | Lőcziék          |
| 4   | 17     | Lőcziék        | Lipőkék          |
| 4   | 17     | Lőcziék        | Szabóék          |
| 4   | 17     | Lőcziék        | Buchingerék      |
| --- | ------ | -------------- | ---------------- |

### Hármak napja
| Hét | Epizód | Nyertes csapat | Vesztes csapatok |
| 1   | 3      | Lőcziék        | Bencsikék        |
| 1   | 3      | Lőcziék        | Lipőkék          |
| 2   | 8      | Lőcziék        | Lipőkék          |
| 2   | 8      | Lőcziék        | Bencsikék        |
| 3   | 13     | Lipőkék        | Lőcziék          |
| 3   | 13     | Lipőkék        | Szijjék          |
| 4   | 18     | Buchingerék    | Szabóék          |
| 4   | 18     | Buchingerék    | Lipőkék          |
| --- | ------ | -------------- | ---------------- |

### Második esély
| Hét | Epizód | Nyertes csapat | Vesztes csapat |
| 1   | 4      | Bencsikék      | Lipőkék        |
| 2   | 9      | Lipőkék        | Bencsikék      |
| 3   | 14     | Lőcziék        | Szijjék        |
| 4   | 19     | Lipőkék        | Szabóék        |
| --- | ------ | -------------- | -------------- |

### Párbaj
| Hét | Epizód | Nyertes csapat | Vesztes csapat |
| 1   | 5      | Lipőkék        | Hornyákék      |
| 2   | 10     | Szijjék        | Bencsikék      |
| 3   | 15     | Szabóék        | Szijjék        |
| 4   | 20     | Szabóék        | Teketék        |
| --- | ------ | -------------- | -------------- |

### Döntőbe jutás
| Hét | Epizód | Nyertes csapat | Vesztes csapatok |
| 5   | 22     | Buchingerék    | Lőcziék          |
| 5   | 22     | Buchingerék    | Szabóék          |
| 5   | 22     | Buchingerék    | Lipőkék          |
| 5   | 23     | Szabóék        | Lipőkék          |
| 5   | 23     | Szabóék        | Lőcziék          |
| --- | ------ | -------------- | ---------------- |

### Bronzmeccs
| Hét | Epizód | Nyertes csapat | Vesztes csapat |
| 5   | 24     | Lőcziék        | Lipőkék        |
| --- | ------ | -------------- | -------------- |

### Döntő
| Hét | Epizód | Nyertes csapat | Vesztes csapat |
| 5   | 25     | Buchingerék    | Szabóék        |
| --- | ------ | -------------- | -------------- |